# قریب‌لیک
قریب‌لیک (به لاتین: Qəriblik) یک منطقه مسکونی در جمهوری آذربایجان است که در شهرستان شابران واقع شده است.